# Wilfried Lieck
Wilfried Lieck (* 29. Oktober 1945 in Aalborg, Dänemark) ist ein erfolgreicher deutscher Tischtennisspieler. Er wurde fünfmal deutscher Meister im Einzel sowie Europameister im Mixed. Bei der Weltmeisterschaft 1969 und der Europameisterschaft 1980 erreichte er mit der Herrenmannschaft das Finale.

## Werdegang
Lieck begann mit dem Tischtennissport als Jugendlicher beim Post SV Bochum. 1962 wechselte er zum SV Moltkeplatz Essen. Im gleichen Jahr gewann Lieck mit seinem langjährigen Doppelpartner Walter Dahlmann erstmals die deutsche Jugendmeisterschaft im Doppel, 1963 wiederholten sie diesen Erfolg. Ab 1965/66 stellten sich dann auch erste Erfolge im Seniorenbereich ein. Betreut wurde Wilfried Lieck von Bernie Vossebein.
Liecks Stärke lag im Blockspiel, d. h., er stand nahe am Tisch und blockte die Angriffsbälle des Gegners mit Vor- und Rückhand ab. Seine Topspinbälle zeichneten sich weder durch enormen Spin noch durch hohes Tempo aus, wurden aber aus dem Handgelenk nahezu ansatzlos geschlagen, so dass der gegnerische Spieler die Richtung der Bälle erst sehr spät erkennen konnte.
Zwischen 1965 und 1985 bestritt Lieck 148 Länderspiele für Deutschland. Sein erster Einsatz war im März 1965 beim Freundschaftskampf gegen Jersey, der mit 5:0 gewonnen wurde.  Nach der Europameisterschaft 1986 erklärte er den Rücktritt aus der Nationalmannschaft.
1970 wurde er erstmals deutscher Meister. In Frankfurt gewann er das Endspiel gegen Eberhard Schöler, der bis dahin achtmal die deutsche Meisterschaft errungen hatte. Dies läutete das Ende der Ära Schöler ein. Zwar verlor Lieck im folgenden Jahr noch einmal im Endspiel gegen Schöler, aber bereits 1972 revanchierte er sich und wurde zum zweiten Mal Meister. Diesen Titel holte er nochmals in den Jahren 1973, 1975 und 1976.
Bei der Weltmeisterschaft in München 1969 unterlag Lieck im Endspiel mit der Herrenmannschaft an der Seite von Eberhard Schöler und Bernt Jansen mit 3:5 gegen Titelverteidiger Japan und gewann die Silbermedaille.
Aufsehen erregte er nochmals bei der Europameisterschaft 1978 in Duisburg. Hier wurde er zusammen mit Wiebke Hendriksen Europameister im Mixed. Bei den TT-Europameisterschaften 1980 in Bern errang er zusammen mit Peter Stellwag, Engelbert Hüging, Jochen Leiß und Heiner Lammers die Silbermedaille im Mannschaftswettbewerb.
Bei der Deutschen Meisterschaft 1993 in Münster trat er – ein Novum – mit seinem Sohn im Doppel an.
In der Saison 2009/2010 spielte Wilfried Lieck – mit nunmehr 65 Jahren – noch immer in der 2. Bundesliga mit seinem Verein TTC Altena; nach dem Abstieg des zweifachen deutschen Mannschaftsmeisters Altena in die Regionalliga West zählt Lieck mit seinem verstärkten Team in der Saison 2010/2011 zu den Aufstiegsfavoriten. Bei den Senioren-Weltmeisterschaften im chinesischen Hohhot konnte er 2010 den WM-Titel im Einzel Ü65 und Doppel Ü60 (mit dem Chinesen Liang Geliang) erspielen. Bereits 1998 in Manchester wurde er Senioren-Weltmeister Ü50 und 2000 in Vancouver Senioren-Weltmeister Ü50 im Doppel. 2007 in Rotterdam wurde er Ü60 Senioren-Europameister in Einzel und Doppel, 2023 in Sandefjord Ü75 Senioren-Europameister im Einzel und Ü65 Senioren-Europameister im Doppel. 2025 holte er in der AK80 den Titel im Einzel und im Doppel mit Izet Beganovic.
Im Alter von 77 Jahren nahm er 2023 immer noch am regulären Spielbetrieb in der Landesliga teil.

## Ehrungen
1969 erhielt Lieck das Silberne Lorbeerblatt, die höchste verliehene sportliche Auszeichnung in Deutschland.
Bei der WM 1977 in Birmingham erhielt Lieck den Richard Bergmann Fair Play Award für sein faires Verhalten im Spiel gegen Stellan Bengtsson: Als es im fünften Satz 18:20 stand, zählte der Schiedsrichter fälschlicherweise einen Kantenball als Punkt für Lieck. Lieck korrigierte diese Fehlentscheidung und verlor dadurch den Satz mit 21:18. Dies war gleichbedeutend mit dem Verlust des Spiels und dem Ausscheiden im Einzelwettbewerb.
1985 überreichte der NRW-Kultusminister Hans Schwier Wilfried Lieck die Sportplakette des Landes Nordrhein-Westfalen.

## Privat
Wilfried Lieck machte 1966 Abitur und arbeitete später als Lehrer. Er ist seit 1970 verheiratet und lebt in Lüdenscheid mit seiner Familie: Frau Rita und Sohn Stefan (* 17. Februar 1975), der von 1994 bis 1998 mit Altena in der Bundesliga spielte.

## Erfolge
- Nationale deutsche Meisterschaften der Jugend
  - 1962 in Mölln: 2. Platz Einzel, 1. Platz Doppel (mit Walter Dahlmann)
  - 1963 in Siegen: 2. Platz Einzel, 1. Platz Doppel (mit Walter Dahlmann), 1. Platz Mixed (mit Mechtild Wickl)
  - 1963 in Duisburg-Wedau Europatreffen der Jugend 3. Platz (mit Mechthild Wickl)
- Teilnahme an Tischtennisweltmeisterschaften
  - 1967 in Stockholm
    - 3. Platz mit Herrenteam

  - 1969 in München
    - 2. Platz mit Herrenteam

  - 1971 in Nagoya
    - Achtelfinale im Einzel
    - 6. Platz mit Herrenteam

  - 1973 in Sarajevo
    - 9. Platz mit Herrenteam

  - 1977 in Birmingham
    - Achtelfinale im Einzel
    - 5. Platz mit Herrenteam

  - 1981 in Novi Sad
    - Teilnahme

  - 1985 in Tokio
    - nicht in der Mannschaft

- Europameisterschaften
  - 1970 in Moskau
    - Achtelfinale im Einzel
    - Viertelfinale im Mixed (mit Agnes Simon)
    - 5. Platz mit Herrenteam

  - 1972 in Rotterdam
    - Achtelfinale im Einzel
    - 5. Platz mit Herrenteam

  - 1974 in Novi Sad
    - Viertelfinale im Doppel (mit Jochen Leiß)
    - 9. Platz mit Herrenteam

  - 1976 in Prag
    - Viertelfinale im Mixed (mit Wiebke Hendriksen)
    - 6. Platz mit Herrenteam

  - 1978 in Duisburg
    - Viertelfinale im Einzel
    - Viertelfinale im Doppel (mit Ralf Wosik)
    - 9. Platz mit Herrenteam
    - 1. Platz Mixed (mit Wiebke Hendriksen)

  - 1980 in Bern
    - Viertelfinale im Mixed (mit Wiebke Hendriksen)
    - 2. Platz mit Herrenteam

  - 1984 in Moskau
    - Achtelfinale im Einzel
    - 9. Platz mit Herrenteam

- Europe TOP-12
  - 1971 in Zadar: 9. Platz
  - 1974 in Trollhättan: 10. Platz
  - 1978 in Prag: 4. Platz
  - 1979 in Kristianstad: 10. Platz
  - 1980 in München: 7. Platz

- Internationale Meisterschaften
  - 1971 Ungarn: 2. Platz Doppel (mit Jochen Leiß)
  - 1972 Belgien: 1. Platz mit Team
  - 1976 Belgien: 1. Platz Einzel, 2. Platz mit Team
  - 1976 Frankreich: 2. Platz Mixed (mit Wiebke Hendriksen)
  - 1977 Wales: 1. Platz Einzel, 2. Platz Doppel (mit Peter Stellwag), 2. Platz mit Team
  - 1977 Skandinavien: 2. Platz Doppel (mit Peter Stellwag), 2. Platz mit Team
  - 1984 Deutschland: 4. Platz Einzel

- Nationale deutsche Meisterschaften
  - 1965 in Wiesloch: 3. Platz Mixed (mit Christel Lang)
  - 1966 in Osnabrück: 1. Platz Doppel (mit Jürgen Reuland), 3. Platz Mixed (mit Christel Lang)
  - 1967 in Berlin: 3. Platz Mixed (mit Christel Lang)
  - 1968 in Böblingen: 3. Platz Mixed (mit Christel Lang)
  - 1969 in Hagen: 4. Platz Einzel, 1. Platz Mixed (mit Christel Kaib)
  - 1970 in Frankfurt/Main: 1. Platz Einzel, 1. Platz Doppel (mit Martin Ness), 1. Platz Mixed (mit Christel Kaib)
  - 1971 in Hannover: 2. Platz Einzel, 2. Platz Doppel (mit Martin Ness)
  - 1972 in Karlsruhe: 1. Platz Einzel, 1. Platz Doppel (mit Martin Ness)
  - 1973 in München: 1. Platz Einzel, 1. Platz Doppel (mit Martin Ness)
  - 1974 in Saarbrücken: 2. Platz Doppel (mit Martin Ness), 2. Platz Mixed (mit Wiebke Hendriksen)
  - 1975 in Hannover: 1. Platz Einzel, 4. Platz Doppel (mit Martin Ness), 1. Platz Mixed (mit Wiebke Hendriksen)
  - 1976 in Essen: 1. Platz Einzel, 2. Platz Doppel (mit Rolf Jäger), 1. Platz Mixed (mit Wiebke Hendriksen)
  - 1977 in Berlin: 1. Platz Doppel (mit Bernt Jansen), 3. Platz Mixed (mit Wiebke Hendriksen)
  - 1978 in Lübeck: 3. Platz Doppel (mit Bernt Jansen), 1. Platz Mixed (mit Wiebke Hendriksen)
  - 1979 in Rüsselsheim: 4. Platz Einzel
  - 1980 in Hamburg: 2. Platz Einzel
  - 1981 in Böblingen: 3. Platz Doppel (mit Manfred Nieswand), 2. Platz Mixed (mit Wiebke Hendriksen)
  - 1982 in Hannover: 1. Platz Doppel (mit Manfred Nieswand)
  - 1983 in Münster/Westfalen: 2. Platz Doppel (mit Manfred Nieswand), 2. Platz Mixed (mit Roswitha Beyerinck)
  - 1984 in Hannover: 2. Platz Doppel (mit Manfred Nieswand)
  - 1985 in Saarbrücken: 2. Platz Doppel (mit Manfred Nieswand), 2. Platz Mixed (mit Monika Kneip-Stumpe)
  - 1986 in Stadtallendorf: 2. Platz Doppel (mit Manfred Nieswand)
  - 1987 in Berlin: 2. Platz Doppel (mit Manfred Nieswand)

- - 1998 in Neuhausen/Filder: Senioren Ü50 - 1. Platz Einzel, 1. Platz Doppel (mit B.Lang)
  - 1999 in Lübbecke: Senioren Ü40 - 1. Platz Einzel, 1. Platz Doppel (mit Manfred Nieswand)
  - 2000 in Limburg: Senioren Ü40 - 1. Platz Doppel (mit Manfred Nieswand)

- Bundesranglistenturniere
  - 1968 in Saarbrücken: 2. Platz
  - 1969 in Siegen: 2. Platz
  - 1970 in Augsburg: 2. Platz
  - 1971 in Duisburg: 3. Platz
  - 1972 in Zweibrücken: 2. Platz
  - 1973 in Berlin: 1. Platz
  - 1974 in Löhne: 1. Platz
  - 1975 in Hattersheim: 3. Platz
  - 1976 in Elsenfeld: 1. Platz
  - 1977 in Hamburg: 1. Platz
  - 1979 in Hattersheim: 2. Platz
  - 1981 in Berlin: 3. Platz

- Deutsche Mannschaftsmeisterschaften
  - 1970 1. Platz mit PSV Borussia Düsseldorf
  - 1971 1. Platz mit PSV Borussia Düsseldorf
  - 1973 1. Platz mit TTG Altena-Nachrodt
  - 1976 1. Platz mit VfB Altena
  - 1979 3. Platz mit TTC Plaza Altena

- Deutsche Pokalmeisterschaften
  - 1970 in Düsseldorf: 1. Platz mit PSV Borussia Düsseldorf
  - 1971 in Nidderau: 1. Platz mit PSV Borussia Düsseldorf
  - 1973 in Velbert: 1. Platz mit TTG Altena-Nachrodt

- Senioren-Weltmeisterschaft
  - 1990 in Baltimore: Ü40: 2. Platz Doppel (mit Galal Ezz, Schweiz)
  - 1998 in Manchester: Ü50: 1. Platz Einzel
  - 2000 in Vancouver: Ü50: 3. Platz Einzel, 1. Platz Doppel (mit Galal Ezz, Schweiz)
  - 2010 in Hohhot: Ü60: 1. Platz Einzel, 1. Platz Doppel (mit Liang Geliang, China)

- Senioren-Europameisterschaft
  - 2007 in Rotterdam: Ü60: 1. Platz Einzel, 1. Platz Doppel
  - 2023 in Sandefjord: Ü75: 1. Platz Einzel, Ü65: 1. Platz Doppel (mit Manfred Niewand, Deutschland)
  - 2025 in Novi Sad: AK80: 1. Platz Einzel, 1. Platz Doppel mit Izet Beganovic

- Ranglistenplätze
  - 1977: 15. Platz der Weltrangliste
  - 1977–1978: 10. Platz der Europarangliste
  - 1972: 1. Platz der deutschen Rangliste
  - 1973: 1. Platz der deutschen Rangliste
  - 1976: 1. Platz der deutschen Rangliste
  - 1977: 1. Platz der deutschen Rangliste

- Vereine
  - 1959–1962 Post SV Bochum
  - 1962–1969 SV Moltkeplatz Essen
  - 1969–1971 PSV Borussia Düsseldorf
  - 1971–1987 TuS Nachrodt-Obstfeld (später TTG Altena-Nachrodt, VfB Altena)
  - 1987–1990 Spvg Steinhagen
  - seit 1990 TTC Altena (früher TTC Plaza Altena, Burtelt Altena)

## Turnierergebnisse
| Verband | Veranstaltung       | Jahr | Ort          | Land | Einzel        | Doppel        | Mixed         | Team |
| ------- | ------------------- | ---- | ------------ | ---- | ------------- | ------------- | ------------- | ---- |
| FRG     | Europameisterschaft | 1984 | Moskau       | URS  | letzte 16     |               |               |      |
| FRG     | Europameisterschaft | 1980 | Bern         | SUI  |               |               | Viertelfinale | 2    |
| FRG     | Europameisterschaft | 1978 | Duisburg     | FRG  | Viertelfinale | Viertelfinale | Gold          |      |
| FRG     | Europameisterschaft | 1976 | Prag         | TCH  |               |               | Viertelfinale |      |
| FRG     | Europameisterschaft | 1974 | Novi Sad     | YUG  |               | Viertelfinale |               |      |
| FRG     | Europameisterschaft | 1972 | Rotterdam    | NED  | letzte 16     |               |               |      |
| FRG     | Europameisterschaft | 1970 | Moskau       | URS  | letzte 16     |               | Viertelfinale |      |
| FRG     | EURO-TOP12          | 1980 | München      | FRG  | 7             |               |               |      |
| FRG     | EURO-TOP12          | 1979 | Kristianstad | SWE  | 10            |               |               |      |
| FRG     | EURO-TOP12          | 1978 | Prag         | TCH  | 4             |               |               |      |
| FRG     | EURO-TOP12          | 1974 | Trollhatten  | SWE  | 10            |               |               |      |
| FRG     | EURO-TOP12          | 1971 | Zadar        | YUG  | 9             |               |               |      |
| FRG     | Weltmeisterschaft   | 1985 | Göteborg     | SWE  | letzte 128    | letzte 32     | keine Teiln.  | 17   |
| FRG     | Weltmeisterschaft   | 1981 | Novi Sad     | YUG  | letzte 32     | letzte 32     | letzte 64     | 13   |
| FRG     | Weltmeisterschaft   | 1977 | Birmingham   | ENG  | letzte 16     | letzte 32     | letzte 64     | 5    |
| FRG     | Weltmeisterschaft   | 1973 | Sarajevo     | YUG  | letzte 128    | letzte 64     | keine Teiln.  | 9    |
| FRG     | Weltmeisterschaft   | 1971 | Nagoya       | JPN  | letzte 16     | letzte 16     | letzte 64     | 6    |
| FRG     | Weltmeisterschaft   | 1969 | München      | FRG  | letzte 32     | letzte 64     | letzte 64     | 2    |
| FRG     | Weltmeisterschaft   | 1967 | Stockholm    | SWE  | letzte 128    | letzte 64     | letzte 32     | 4    |